# Ibrahim Aoudou
Ibrahim Aoudou (Mbalmayo, 1955. augusztus 23. – 2022. április 19.) kameruni válogatott labdarúgó.

## Pályafutása

### Klubcsapatban
1976 és 1981 között a Canon Yaoundé játékosa volt. 1981 és 1986 között Franciaországban játszott a Cannes, a Racing Besançon és az US Corte csapatában.

### A válogatottban
1979 és 1986 között 48 alkalommal szerepelt a kameruni válogatottban és 4 gólt szerzett. Részt vett az 1982-es világbajnokságon  és tagja volt az 1984-ben Afrikai nemzetek kupáját nyerő válogatott keretének is.

## Sikerei, díjai
Canon Yaoundé
- Kameruni bajnok (3): 1977, 1979, 1980
- Kupagyőztesek Afrika-kupája (1): 1979
- CAF-bajnokok ligája (2): 1978, 1980

Kamerun
- Afrikai nemzetek kupája (1): 1984